# Erik Abrahamsen
Erik Abrahamsen, född 9 april 1893 i Brande på Jylland, död 17 februari 1949, var en dansk musikhistoriker.
Abrahamsen genomgick musikkonservatoriet i Köpenhamn, tog magisterkonferens vid Köpenhamns universitet där och doktorsgraden i Fribourg (Schweiz). Han var organist och assistent på Det Kongelige Bibliotek (musikavdelningen) tills han 1924 blev docent i musikvetenskap vid universitetet samt 1926 Danmarks första professor i ämnet. 
Abrahamsen utgav bland annat Liturgisk musik i den danske kirke efter reformationen (1919), sin doktorsavhandling om romanska och tyska element i den gregorianska sången och danska folkvisor, Éléments romans et allemands dans le chant grégorien et la chanson populaire en Danemark, (1923) samt Tonekunsten (1927). Han översatte även Romain Rollands musiklitterära arbeten och skrev ett stort antal musikhistoriska artiklar i Svensk Uppslagsbok.

## Utmärkelser
- Riddare av Dannebrogorden,  1941[2]

[Redigera Wikidata]